# Science Channel
Pour les articles homonymes, voir Science (homonymie).
Science Channel (anciennement Discovery Science) est une chaîne de télévision américaine appartenant à Warner Bros. Discovery spécialisée dans le domaine de la science, notamment l'espace, la technologie, la pré-histoire et les animaux.
Elle est connue sous le nom de Discovery Science mondialement et a des inclinaisons au Canada, Royaume-Uni, Australie, en Europe, Amérique latine et l'Asie du Sud-Est.

## Canada
Au Canada, Discovery Science est une chaîne spécialisée de catégorie B appartenant à Bell Media (80 %) et Discovery Communications (20 %).

## France